# Rauchingus

Het noorden van Antwerpen stad lag tegen het grondgebied van koning Radboud

Rauchingus was een heer van Antwerpen in de 8e eeuw, onder de heerschappij van Pepijn de Korte. 
Hij staat ook bekend onder de naam Rohingo of Rohingus, en was getrouwd met Bebelina.

## Oorlog met koning Radboud
De invloedssfeer van koning Radboud reikte in de 7e eeuw tot aan de omgeving van Antwerpen. Dit leidde tot een conflict tussen hofmeier Pepijn van Herstal en koning Radboud, dat culmineerde in de Slag bij Dorestad. Na de dood van koning Radboud in 719 werd de oorlog voortgezet en uiteindelijk in 720 gewonnen door Pepijns zoon, Karel Martel. Hierdoor werd het grondgebied van Friesland teruggedrongen tot boven de grote rivieren. 

## Geschil over eigendomsrechten
Rauchingus wordt ook genoemd in een geschil over eigendomsrechten in verband met de basiliek van Saint-Denis. Dit geschil vond plaats in het jaar 747 en werd behandeld door Pepijn de Korte, in het paleis te Verno. Een vrouw genaamd Christiana daagde een man genaamd Hrodgarius, de advocaat van de abdij van Saint-Denis, voor de rechtbank over de eigendom van een huis en landerijen. Andere edelen, waaronder Rauchingus, waren aanwezig om de zaak te beoordelen.

## Schenkingen aan Willibrord
Rauchingus komt voor in het testament van Willibrord waar hij wordt genoemd als heer van Antwerpen en schenker van eigendommen rond Antwerpen, waaronder Wijnegem, Boechout, en Deurne. Deze schenkingen speelden een belangrijke rol in de opkomst van de kerkelijke macht in de regio.
"Rauchingus heeft mij, Willibrordus stierf in 739, geschonken of overgedragen een kerk, die is gebouwd in het kasteel van Antwerpen, boven de rivier de Schelde in het land van Ryen, met zijn bijbehorende dorpen, genaamd Bacualdus, Winnilnicheimo, Furgalarus, en een derde deel van de tol in datzelfde kasteel van Antwerpen." 
"In het jaar 726 heeft Blithrudis, of haar zoon onze heer Karel Martel, goederen aan mij toegewezen of gedelegeerd, welke Karel en zijn vader Pepijn mij zowel tijdens mijn leven als na zijn dood uit verdienste hebben gegeven."
| Plaatsnaam                           | Schenker    | Land       | Huidige Plaatsnaam        | Rivier  |
| ------------------------------------ | ----------- | ---------- | ------------------------- | ------- |
| 1/3e inkomsten kasteel van Antwerpen | Rauchingus  | Ryen       | Antwerpen                 | Schelde |
| Bacualdus                            | Rauchingus  | Ryen       | Boechout                  |         |
| Winnilnicheimo                       | Rauchingus  | Ryen       | Wijnegem                  |         |
| Turninum                             | Rauchingus  | Ryen       | Deurne                    | Schijn  |
| Furgalarus                           | Rauchingus  | Ryen       | (Vorselaar)               |         |
| Busloth                              | Ansbald     | Taxandrie  | 's-Hertogenbosch          | Dommel  |
| Hokanflot                            | Berethinda  | Taxandrie  | Berlaar                   |         |
| Peplo                                | Henrik      | Taxandrie  | Poppel                    |         |
| Heinesfloth                          | Engelbrecht | Taxandrie  | Onbekend                  |         |
| Alphein                              | Engelbrecht | Taxandrie  | Alphen                    | Mark    |
| Diosna                               | Ansbald     | Taxandrie  | Diessen                   | Dieze   |
| Marsum                               | Heribaldus  | Maasvlakte | Maasvlakte (Zuid-Holland) | Maas    |
| Wadradoch                            | Angibaldus  | Taxandrie  | Onbekend                  | Dommel  |
| Multnaim                             | Tietbaldus  | Onbekend   | Mulheim                   |         |
| Armisfadi                            | Hedeenus    | Thuringia  | Onbekend                  | Witheo  |

Furgalarus is een twijfelgeval, omdat er in de tekst ook staat, in de richting van Turninum (Deurne), en de opsomming in dat deel specifiek allemaal gronden zijn rondom de stad Antwerpen, zoals Wijnegem en Boechout. Vorselaar ligt dan wel uit de richting van de andere opsomming, maar verderop heeft men het wel over Alphen en Poppel... In het boek van Latijnse plaatsnamen van 
Orbis latinus, staat Furgalarus wel als Vorselaar vermeld.

Marsum ligt nu in Friesland, maar wordt in de tekst benoemd als de monding van de Maas.